# Catasetum pusillum
Catasetum pusillum är en orkidéart som beskrevs av Charles Schweinfurth. Catasetum pusillum ingår i släktet Catasetum och familjen orkidéer. Inga underarter finns listade i Catalogue of Life.